# PGC 48711
LEDA/PGC 48711 ist ein verschmelzendes Galaxienpaar mit aktiven Kern im Sternbild Großer Bär am Nordsternhimmel. Sie ist schätzungsweise 505 Millionen Lichtjahre von der Milchstraße entfernt.